# Bądźmy poważni na serio
Bądźmy poważni na serio (inne polskie tytuły: Pełna powaga, Brat marnotrawny, ang. The Importance Of Being Earnest) – dramat komediowy w trzech aktach Oscara Wilde’a z 1895 roku, którego dowcipne dialogi są satyrą na przywary i hipokryzję ówczesnego społeczeństwa. Oryginalny tytuł sztuki zawiera nieprzetłumaczalną na polski grę słów (słowo „Earnest” może oznaczać imię Ernest, jak i słowo ‘poważny’, czyli oryginalny tytuł można przetłumaczyć: „Ważność bycia Ernestem” lub „Ważność bycia szczerym”).
Akcja sztuki rozgrywa się w Anglii u schyłku epoki wiktoriańskiej, a zawarty w niej lekki humor opiera się na intrydze, w której udział biorą dwaj bogaci młodzieńcy – John Worthing i Algernon Moncrieff, a także wymyślony przez nich Ernest, za którego każdy z bohaterów w pewnym momencie się podaje.
W pierwotnej wersji sztuka składała się z czterech aktów i czasem w takiej właśnie formie nadal jest wystawiana.

## Fabuła
Algernon Moncrieff to młody londyński arystokrata, którego odwiedza przyjaciel znany mu jako Ernest Worthing. Ernest pochodzi ze wsi i przybywa z zamiarem oświadczenia się kuzynce Algernona, Gwendolen. Algernon domaga się jednak wyjaśnienia, dlaczego na jego papierośnicy widnieje napis „Od małej Cecily dla kochanego wujka Jacka”. Ernest przyznaje się więc, że prowadzi podwójne życie: na wsi znany jest jako poważny i rozsądny John (Jack), który przed swoją podopieczną Cecily udaje, że ma w Londynie rozpustnego brata Ernesta, którym musi się często opiekować. W mieście natomiast staje się wyzwolonym Ernestem. Okazuje się, że Algernon z kolei udaje, że na wsi ma przyjaciela inwalidę, Bunbury, i też czasem za niego się podaje.
Ciotka Algernona, Lady Bracknell, wraz ze swoją córką Gwendolen, zaprasza Algernona na kolację, ale on odmawia, tłumacząc się Bunburym. Tymczasem Gwendolen przyjmuje oświadczyny Jacka, ale wydaje się, że raczej darzy uczuciem imię Ernest. Jack chce być ochrzczony jako Ernest Worthing. W rozmowie z Jackiem Lady Bracknell jest przerażona tym, że został on jako dziecko adoptowany po tym jak znaleziono go w torbie na dworcu kolejowym. Odmawia mu ręki Gwendolen i zabrania córce spotykania się z nim. Jednak dziewczyna potajemnie wraca do Jacka, aby mu wyznać miłość i prosi o adres na wsi. Gdy Jack go podaje, Algernon zapisuje go na mankiecie i postanawia poznać młodą podopieczną Jacka.
W wiejskim domku Jacka guwernantka Cecily, panna Prism, udziela jej lekcji niemieckiego, gdy przyjeżdża adorator panny Prism, pastor Chasuble. Cecily aranżuje ich wspólny spacer i wymyka się z lekcji. Przybywa Algernon, przedstawiając się jako Ernest Worthing, a Cecily, od dawna zafascynowana opowieściami o młodszym bracie, daje się mu od razu zauroczyć. Podobnie jak Gwendolen, Cecily również kocha Ernesta dla jego imienia, więc Algernon prosi pastora o chrzest. Tymczasem Jack postanawia skończyć z historiami o Erneście i wraca do domu na wsi w żałobie, twierdząc, że brat zmarł w Paryżu, ale zmuszony jest przyjąć inną taktykę, widząc Algernona w roli Ernesta.
Gdy po ucieczce od matki z Londynu przyjeżdża Gwendolen, Cecily kłóci się z nią o to, która z nich jest zaręczona z Ernestem. Pojawiają się Jack i Algernon i ich oszustwo wychodzi na jaw. Kobiety jednak wybaczają im i nie zrywają zaręczyn, a młodzieńcy potwierdzają swe chęci zmiany imion przez chrzest. Na miejsce przybywa Lady Bracknell i wyraża wątpliwości, czy Cecily jest odpowiednią partią dla jej siostrzeńca, ale szybko są one rozwiane, gdy dowiaduje się o majątku dziewczyny. Jack wstrzymuje swoją zgodę na ślub Cecily, dopóki Lady Bracknell nie pobłogosławi jego małżeństwa z Gwendolen. Impas zostaje przerwany pojawieniem się panny Prism, którą Lady Bracknell rozpoznaje jako pokojówkę, która przed laty wyszła z jej domu z dzieckiem w wózku i nigdy nie wróciła. Panna Prism wyjaśnia, że w swym roztrzepaniu pomyliła dziecko ze swoim manuskryptem i manuskrypt włożyła do wózka, a dziecko do torebki, którą zostawiła na dworcu. Gdy Jack pokazuje torebkę, okazuje się, że to on jest zagubionym dzieckiem i tym samym starszym bratem Algernona. Lady Bracknell mówi, że jako pierworodny syn powinien zatem otrzymać imię po swoim ojcu, generale Moncrieff, ale nie umie sobie przypomnieć jego imienia. Gdy Jack sprawdza to w dokumentach wojskowych, odkrywa, że jego ojciec miał na imię Ernest. Szczęśliwe pary: Ernest i Gwendolen, Algernon i Cecily oraz pastor Chasuble i panna Prism padają sobie w objęcia.

## Postacie
- John (Jack) Worthing – zakochany w Gwendolen, kawaler, w dzieciństwie adoptowany przez Thomasa Cardew
- Algernon (Algy) Moncrieff – kuzyn Gwendolen, kawaler, siostrzeniec Lady Bracknell
- Lady Bracknell (Augusta Fairfax)
- Gwendolen Fairfax – córka Lady Bracknell
- Cecily Cardew – wnuczka Thomasa Cardew, podopieczna Jacka Worthinga, mieszka w domu Jacka na wsi w Hertfordshire
- Laetitia Prism – guwernantka Cecily
- Canon Frederick Chasuble – ksiądz
- Lane – służący Algernona
- Merriman – lokaj Jacka
- Gribsby – prawnik (obecny tylko w 4-aktowej wersji sztuki)

## Adaptacje filmowe
- Bądźmy poważni na serio (film 1952), reż. Anthony Asquith, występują Michael Denison (Algernon), Michael Redgrave (Jack), Edith Evans (Lady Bracknell), Dorothy Tutin (Cecily), Joan Greenwood (Gwendolen) i Margaret Rutherford (panna Prism).
- Bądźmy poważni na serio (film 1992), reż. Kurt Baker.
- Bądźmy poważni na serio (film 2002), reż. Oliver Parker, występują Colin Firth (Jack), Rupert Everett (Algy), Judi Dench (Lady Bracknell), Reese Witherspoon (Cecily), Frances O’Connor (Gwendolen), Anna Massey (panna Prism) i Tom Wilkinson (pastor Chasuble).
- Pełna powaga (spektakl telewizyjny 2024), reż. Tadeusz Kabicz, tłum. Maciej Stroiński, występują: Piotr Trojan (Algernon), Mateusz Więcławek (John), Danuta Stenka (Lady Bracknell), Helena Urbańska (Celina), Jaśmina Polak (Gwendalena), Dorota Segda (Panna Pryzma), Piotr Cyrwus (ksiądz Ornat)[1]